# Bitwa cesarskiej kawalerii z Turkami
Bitwa cesarskiej kawalerii z Turkami – obraz olejny namalowany przez niemieckiego malarza Augusta Querfurta w pierwszej połowie XVIII wieku, znajdujący się w Galerii Obrazów Pałacu Na Wyspie w Łazienkach Królewskich w Warszawie.

## Opis
August Querfurt w swojej twórczości często malował bitwy z Turkami. Obraz prawdopodobnie nawiązuje do wojny jaką w latach 1735–1739 stoczyły ze sobą Austria i Turcja, będącej częścią toczącej się w tych samych latach wojny rosyjsko-tureckiej.    
Płótno przedstawia bitwę austriackiej kawalerii z oddziałem tureckim. Zwraca uwagę zaciętość potyczki, ranne konie i elementy tureckiego uzbrojenia leżące na ziemi: zakrzywiona szabla o nazwie bułat, tarcza, kołczan ze strzałami i turban. Nad walczącymi powiewają dwie chorągwie jednak szkicowość wykonania bitwy nie pozwala na odczytanie szczegółów. Wydaje się, że po lewej stronie mniejsza chorągiew jest zielona, czyli muzułmańska zaś większa po prawej jest biało-czerwona, czyli w barwach austriackiej monarchii. Niewykluczone że jest to tylko pretekst do ubarwienia typowej sceny batalistycznej elementami egzotyki.